# Hilaira devitata
Hilaira devitata är en spindelart som beskrevs av Kirill Yeskov 1987. Hilaira devitata ingår i släktet Hilaira och familjen täckvävarspindlar. Inga underarter finns listade i Catalogue of Life.